# Bernt Rosengren
Bernt Rosengren (24. prosince 1937, Stockholm – 15. května 2023) byl švédský jazzový saxofonista. Svou profesionální kariéru zahájil v roce 1957 a brzy začal vystupovat s různými americkými hudebníky po celé Evropě. Své první album jako leader Stockholm Dues vydal v roce 1965 a v následujících letech jej následovala řada dalších. Během své kariéry spolupracoval s dalšími hudebníky, mezi které patří například Krzysztof Komeda, Lester Bowie, Arne Domnérus, Tomasz Stańko, Don Cherry nebo George Russell. Je pětinásobným držitelem ceny Gyllene Skivan.